# Rallye du Maroc 1976
Le Rallye du Maroc 1976 (19e Rallye du Maroc), disputé du 22 au 27 juin 1976, est la trente-septième manche du championnat du monde des rallyes (WRC) courue depuis 1973, et la sixième manche du championnat du monde des rallyes 1976 (WRC).

## Contexte avant la course

### Le championnat du monde
Créé en 1973, le championnat mondial des rallyes pour marques regroupe les plus sélectives des épreuves routières internationales. Dix manches sont inscrites au calendrier 1976, dont six se disputant principalement sur terre. Les rallyes du championnat sont réservés aux voitures des catégories suivantes :
- Groupe 1 : voitures de tourisme de série
- Groupe 2 : voitures de tourisme spéciales
- Groupe 3 : voitures de grand tourisme de série
- Groupe 4 : voitures de grand tourisme spéciales

Titrée en 1974 et 1975, la Scuderia Lancia est à nouveau favorite cette année, mais ses deux échecs successifs au Safari et à l'Acropole ont réduit son avance sur Opel à huit points seulement. Aussi le constructeur italien a-t-il ajouté le Rallye du Maroc à son programme, se donnant une occasion supplémentaire d'augmenter son score. Régulièrement présent au cours des trois saisons précédentes, Fiat a volontairement renoncé aux épreuves printanières afin de se consacrer au développement de sa nouvelle 131 Abarth, tout juste homologuée en groupe 4, qui fait ici ses débuts en championnat du monde.

### L'épreuve
Depuis 1934, le rallye du Maroc passe pour l'une des épreuves internationales les plus difficiles. Non disputé entre 1956 et 1966, il renaît en 1967 sous la forme d'une succession de très longs secteurs chronométrés disputés sur des pistes particulièrement éprouvantes pour les hommes et les machines. La Transmarocaine constitue le morceau de bravoure de ce rallye, cette spéciale de près de huit cents kilomètres s'avérant souvent décisive pour le classement final. L'édition 1975 s'était achevée sur un doublé des robustes Peugeot 504, particulièrement adaptées à cette épreuve, aux mains d'Hannu Mikkola et de Bernard Consten.

## Le parcours
- départ : 22 juin 1976 de Casablanca
- arrivée : 27 juin 1976 à Casablanca (l'arrivée effective a lieu le 26 juin, mais la remise des prix se tient le 27)
- distance : 4 083 km, dont 1 661 km sur 9 épreuves spéciales
- surface : asphalte et terre
- Parcours divisé en trois étapes[3]

### Première étape

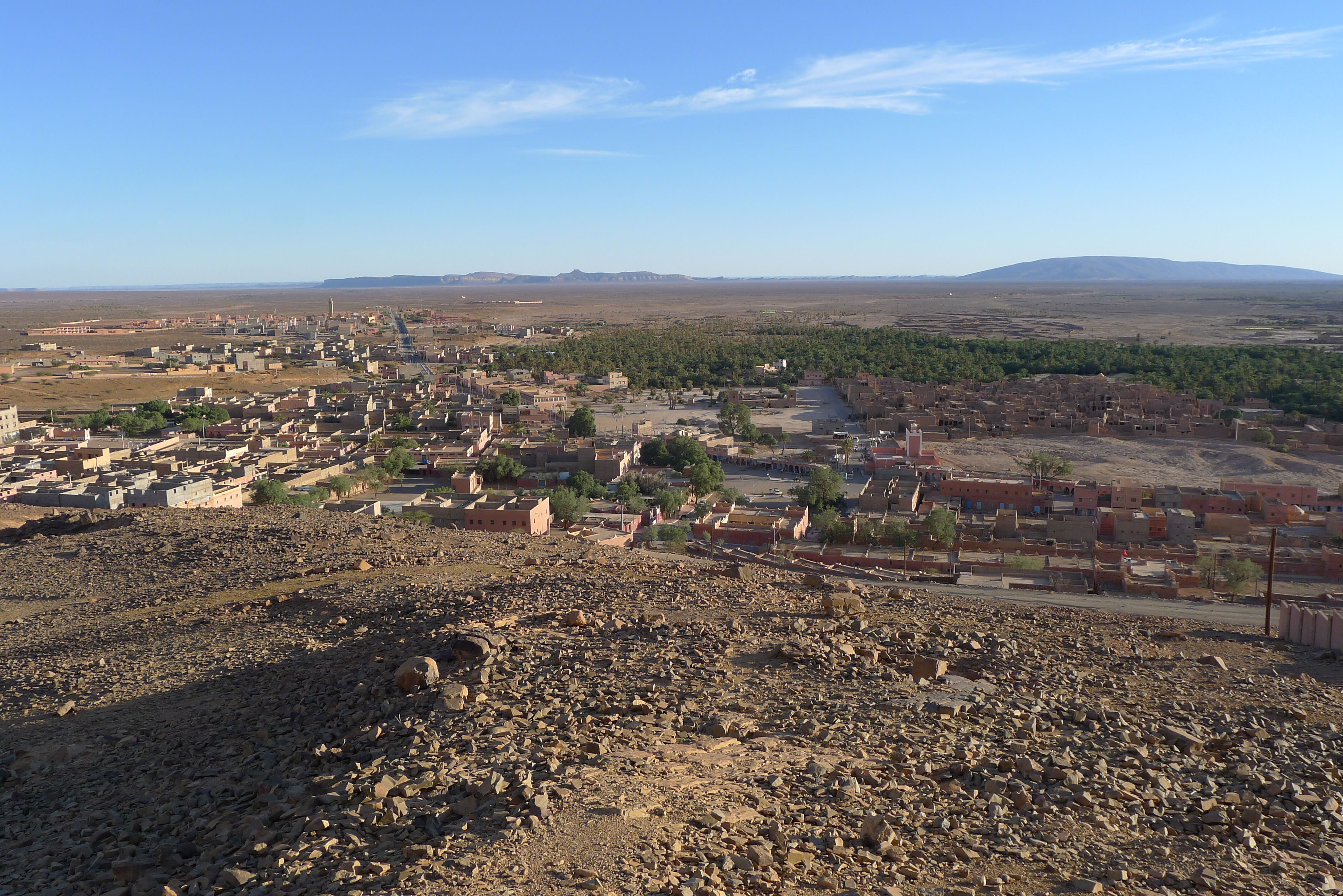
Foum Zguid, point de passage de la Transmarocaine, clou de la troisième étape.

- Casablanca - Rabat, 296 km, 22 juin
- 1 épreuve spéciale, 95 km

### Deuxième étape
- Rabat - Fès - Marrakech, 1 982 km, du 23 au 24 juin
- 5 épreuves spéciales, 557 km (sur 757 km initialement prévus)

### Troisième étape
- Marrakech - Agadir - Casablanca, 1 805 km, du 25 au 26 juin
- 3 épreuves spéciales, 1 009 km (dont la Transmarocaine, longue de 776 km)

## Les forces en présence
- Lancia

Les échecs successifs subis au Safari et à l'Acropole ont incité la Scuderia Lancia à engager une voiture au Maroc. Sandro Munari dispose d'une Stratos HF groupe 4 (environ 1000 kg, moteur central arrière V6, 2400 cm3) dans sa version la moins puissante (12 soupapes, 230 chevaux), par souci de fiabilité. L'objectif avoué de l'équipe n'est pas la victoire, Lancia voulant assurer une place d'honneur afin de consolider sa première place au championnat.
- Fiat

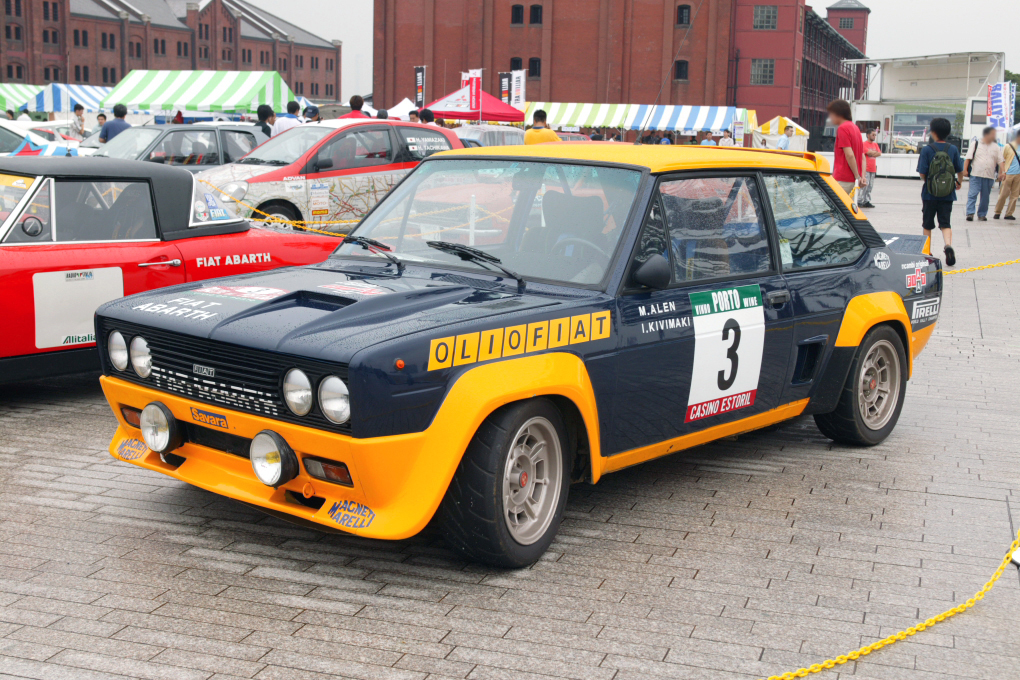
Première apparition mondiale pour la Fiat 131 Abarth

Le constructeur turinois aligne trois 131 Abarth, récemment homologuées en groupe 4, qui effectuent leur première sortie en championnat du monde. Pesant environ une tonne, elles sont équipées d'un moteur deux litres, seize soupapes, développant 215 chevaux à 7000 tr/min. Les pilotes italiens Maurizio Verini et Fulvio Bacchelli épaulent Markku Alén pour cette course.
- Ford

Comme au Monte-Carlo, l'usine a engagé deux Escort RS1800 groupe 4 (980 kg, moteur quatre cylindres, deux litres, 235 chevaux) pour Timo Mäkinen et Roger Clark. Le constructeur est également bien représenté en groupe 1, avec les trois Escort RS2000 engagées par Ford France pour Guy Chasseuil, Gérard Sainpy et Anny-Charlotte Verney.
- Peugeot

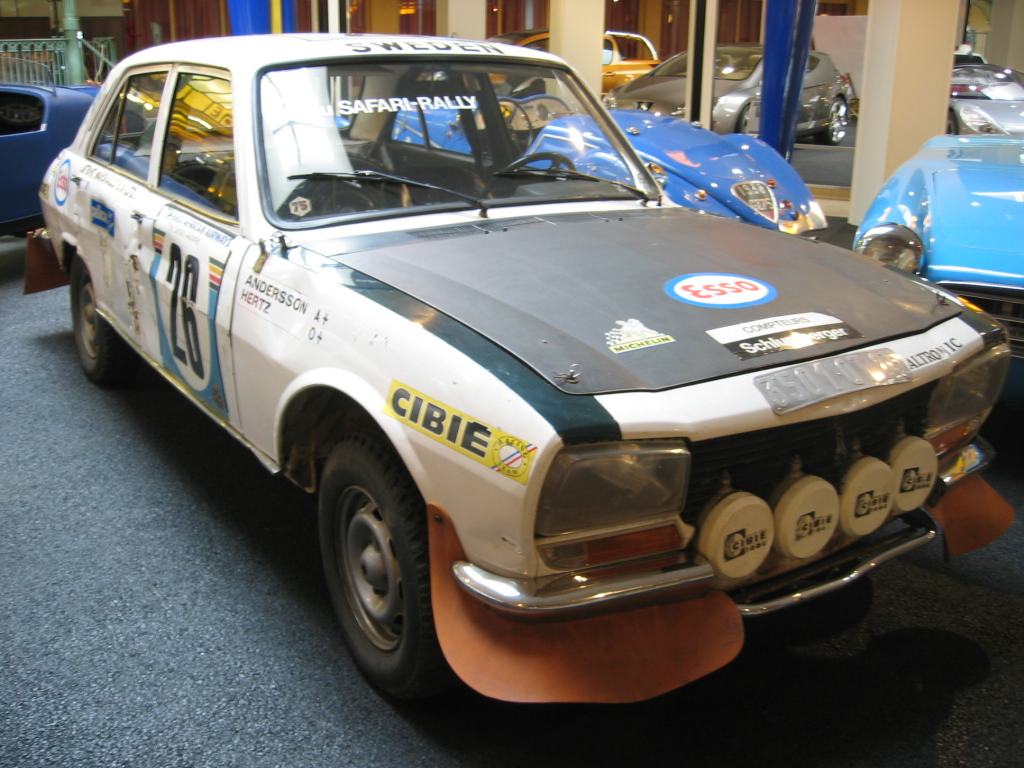
La berline Peugeot 504, toujours redoutable sur les pistes africaines (ici une version usine de 1975)

Vainqueur de la dernière édition, le constructeur français est à nouveau en position de force pour cette épreuve, disposant de quatre voitures officielles : un coupé 504 V6 groupe 4 (225 chevaux, 1200 kg) pour Hannu Mikkola, et trois berlines 504 groupe 4 (190 chevaux, 1300 kg) pour Simo Lampinen, Jean-Pierre Nicolas et Jean-Claude Lefebvre. L'équipe officielle est épaulée par l'écurie Aseptogyl de Robert Neyret, qui engage deux berlines 504 (en version 170 chevaux) pour Christine Dacremont et Marianne Hoepfner. On trouve en outre une trentaine de 504 privées, les plus en vue étant les versions groupe 2 (environ 110 chevaux) de Jean Guichet et de Raymond Touroul.
- Citroën

Deux voitures pratiquement de série ont été engagées par l'usine : une CX2200 (112 chevaux, 1350 kg) pour le spécialiste de l'épreuve Jean Deschazeaux et une GS X2 (65 chevaux) pour Claude Laurent. S'agissant de versions 'grande exportation', elles sont homologuées en groupe 2. Le pilote local Raymond Ponnelle s'aligne sur sa DS23 groupe 1 personnelle.
- Opel

Non engagée officiellement, la marque allemande compte néanmoins quelques représentants, dont Tony Fall qui pilote une Opel Kadett GT/E groupe 4 engagée par le Taurus Opel Team.
- Renault

Jacky Privé (Renault 17 Gordini groupe 4, 170 chevaux) et Jean-Claude Briavoine (Renault 12 Gordini groupe 4), engagés à titre privé, comptent parmi les meilleurs ambassadeurs de la marque de Billancourt

## Déroulement de la course
Les vérifications techniques se déroulent à Casablanca le lundi 21 juin, sous la pluie. Malgré un contrôle très sévère effectué par les commissaires techniques, qui imposent des modifications portant sur la sécurité, notamment au niveau des robinets de couplage des réservoirs d'essence, les 102 équipages inscrits sont admis pour la course.

### Première étape
Le départ de la première étape est donné de Casablanca, le mardi matin à neuf heures. Relativement courte, cette première partie du rallye, qui conduit les concurrents à Rabat, ne comporte qu'une seule épreuve spéciale, longue de 95 kilomètres, disputée sur une piste rocailleuse. Les Fiat s'y montrent les plus rapides, Markku Alén devançant ses coéquipiers Fulvio Bacchelli et Maurizio Verini de près de deux minutes. Les pilotes italiens sont talonnés par les Peugeot 504 d'Hannu Mikkola et de Jean-Pierre Nicolas.
Les organisateurs marocains n'effectuent pas de contrôle des points de passage, aussi beaucoup de concurrents ont-ils un emprunté un raccourci de quelques kilomètres. Ce n'est pas le cas de Sandro Munari : le pilote Lancia a scrupuleusement respecté le 'Road book' et perdu quelques minutes sur ses principaux adversaires, des problèmes d'allumage ayant accentué son retard ; il n'occupe que la neuvième place au classement général, à déjà plus de sept minutes et demie de l'équipage de tête. Simo Lampinen (Peugeot 504) a également été malchanceux au cours de cette journée : une crevaison lui a fait perdre une dizaine de minutes, et il n'occupe que la quatorzième place du classement général au terme de cette première étape, au cours de laquelle neuf équipages ont déjà abandonné.
| Pos. | Pilote                | Copilote           | Voiture              | Groupe | Temps           | Écart         |
| ---- | --------------------- | ------------------ | -------------------- | ------ | --------------- | ------------- |
| 1    | Markku Alén           | Ilkka Kivimäki     | Fiat 131 Abarth      | 4      | 1 h 03 min 45 s |               |
| 2    | Fulvio Bacchelli      | Francesco Rossetti | Fiat 131 Abarth      | 4      | 1 h 05 min 43 s | + 1 min 58 s  |
| 3    | Maurizio Verini       | 'Ninni' Russo      | Fiat 131 Abarth      | 4      | 1 h 05 min 44 s | + 1 min 59 s  |
| 4    | Hannu Mikkola         | Jean Todt          | Peugeot 504 V6 coupé | 4      | 1 h 05 min 51 s | + 2 min 06 s  |
| 5    | Jean-Pierre Nicolas   | Michel Gamet       | Peugeot 504          | 4      | 1 h 06 min 01 s | + 2 min 16 s  |
| 6    | Timo Mäkinen          | Henry Liddon       | Ford Escort RS1800   | 4      | 1 h 07 min 14 s | + 3 min 29 s  |
| 7    | Roger Clark           | Jim Porter         | Ford Escort RS1800   | 4      | 1 h 07 min 53 s | + 4 min 08 s  |
| 8    | Jean Deschazeaux      | Jean Plassard      | Citroën CX 2200      | 2      | 1 h 10 min 28 s | + 6 min 43 s  |
| 9    | Sandro Munari         | Silvio Maiga       | Lancia Stratos HF    | 4      | 1 h 11 min 20 s | + 7 min 35 s  |
| 10   | Jacky Privé           | 'Tilber'           | Renault 17 Gordini   | 4      | 1 h 11 min 29 s | + 7 min 44 s  |
| 11   | Christine Dacremont   | Yveline Vanoni     | Peugeot 504          | 4      | 1 h 12 min 37 s | + 8 min 52 s  |
| 12   | Jean-Claude Lefebvre  | Gérard Flocon      | Peugeot 504          | 4      | 1 h 12 min 52 s | + 9 min 07 s  |
| 13   | Jean-Claude Briavoine | Robert Schneck     | Renault 12 Gordini   | 4      | 1 h 13 min 43 s | + 9 min 58 s  |
| 14   | Simo Lampinen         | Atso Aho           | Peugeot 504          | 4      | 1 h 15 min 45 s | + 12 min 00 s |
| 15   | Guy Chasseuil         | Patrice Chonez     | Ford Escort RS2000   | 1      | 1 h 16 min 15 s | + 12 min 30 s |

### Deuxième étape

#### Rabat - Fès
Le départ de la seconde étape, longue de 2000 kilomètres, est donné le mercredi matin. La veille, les organisateurs avaient envisagé d'annuler le secteur chronométré de Midelt, en raison des fortes pluies ayant raviné les pistes dans cette partie du massif de l'Atlas. Après concertation avec les concurrents, la seconde spéciale du jour est finalement maintenue au programme, mais réduite à 61 kilomètres (au lieu des 238 prévus).
La route qui emmène les concurrents de Rabat aux portes du Moyen Atlas ne présente pas de difficulté majeure. La spéciale d'Oulmès se dispute sur une piste forestière en terre battue. Mikkola attaque et réalise le meilleur temps ; sur ce parcours de 81 kilomètres, il a repris plus de deux minutes à Alén qui pour deux secondes cède le commandement de la course à son compatriote. Quoique réduite à la zone du Cirque de Jaffar, la spéciale suivante s'avère beaucoup plus sélective, la principale difficulté étant le franchissement d'un oued particulièrement boueux. Premières à l'aborder, les Fiat d'Alén et de Bacchelli passent sans problème, contrairement à leur coéquipier Verini qui s'y enlise et va perdre une vingtaine de minutes. C'est pire pour Mikkola, qui reste bloqué une demi-heure et dégringole de la première à la onzième place au classement général ! C'est désormais Bacchelli, auteur du meilleur temps, qui occupe le commandement de la course, une minute devant Alén. Derrière, Timo Mäkinen (Ford Escort) a pris la troisième place, juste devant Nicolas ; ils accusent déjà un retard de plus de neuf minutes sur la Fiat de tête. Munari, passé sans encombre, est remonté de la dixième à la cinquième place, alors que Roger Clark a dû abandonner, le joint de culasse de son Escort ayant lâché. La spéciale suivante est à nouveau dominée par les Fiat, Alén et Bacchelli accentuant légèrement leur avance sur Mäkinen et Nicolas. Leur coéquipier Verini, déjà très retardé à Jaffar, perd à nouveau énormément de temps à cause de problèmes surchauffe moteur. Dans la nuit, les concurrents gagnent Fès, où ils bénéficient de quelques heures de repos. Bacchelli est toujours en tête, comptant alors un peu plus d'une minute d'avance sur Alén, neuf et demie sur Mäkinen et près de onze sur Nicolas. Derrière Munari cinquième, Raymond Touroul, auteur d'une très belle course sur sa 504, occupe la tête du groupe 2, loin devant Jean Deschazeaux (Citroën CX), seulement quatorzième au classement général, ayant également perdu beaucoup de temps dans l'oued de Jaffar.

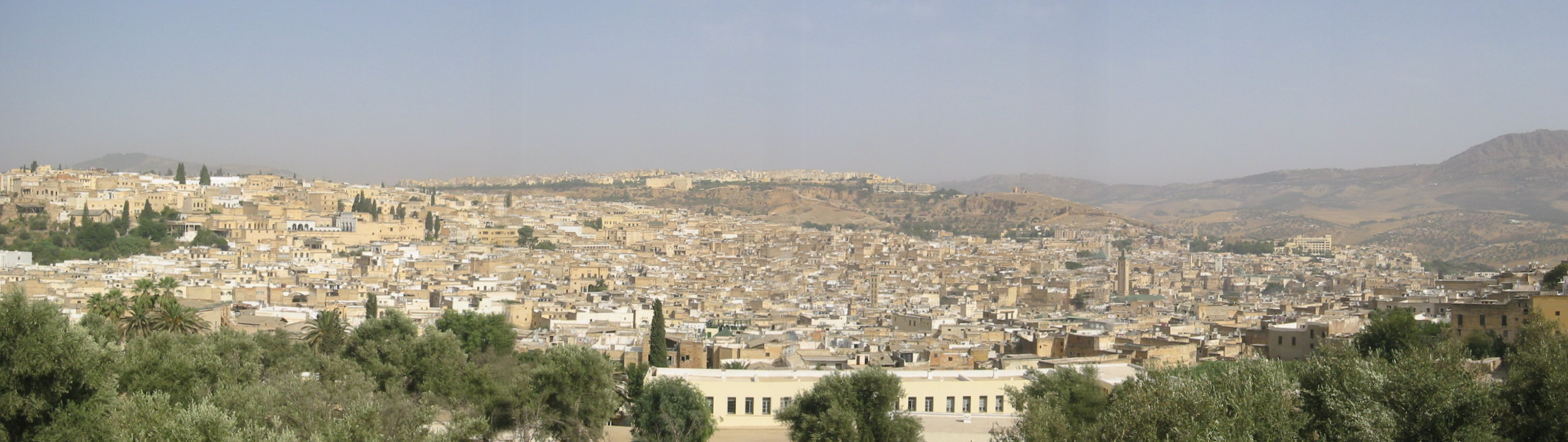
La ville de Fès, entre Rif et Moyen Atlas.

| Pos. | Pilote                | Copilote           | Voiture              | Groupe | Temps           | Écart         |
| ---- | --------------------- | ------------------ | -------------------- | ------ | --------------- | ------------- |
| 1    | Fulvio Bacchelli      | Francesco Rossetti | Fiat 131 Abarth      | 4      | 4 h 02 min 00 s |               |
| 2    | Markku Alén           | Ilkka Kivimäki     | Fiat 131 Abarth      | 4      | 4 h 03 min 02 s | + 1 min 02 s  |
| 3    | Timo Mäkinen          | Henry Liddon       | Ford Escort RS1800   | 4      | 4 h 11 min 30 s | + 9 min 30 s  |
| 4    | Jean-Pierre Nicolas   | Michel Gamet       | Peugeot 504          | 4      | 4 h 12 min 56 s | + 10 min 56 s |
| 5    | Sandro Munari         | Silvio Maiga       | Lancia Stratos HF    | 4      | 4 h 16 min 04 s | + 14 min 04 s |
| 6    | Raymond Touroul       | Robert Boubet      | Peugeot 504          | 2      | 4 h 28 min 41 s | + 26 min 41 s |
| 7    | Jean-Claude Lefebvre  | Gérard Flocon      | Peugeot 504          | 4      | 4 h 29 min 45 s | + 27 min 45 s |
| 8    | Jean Guichet          | Jacques Jaubert    | Peugeot 504          | 2      | 4 h 31 min 15 s | + 29 min 15 s |
| 9    | Simo Lampinen         | Atso Aho           | Peugeot 504          | 4      | 4 h 31 min 32 s | + 29 min 32 s |
| 10   | Hannu Mikkola         | Jean Todt          | Peugeot 504 V6 coupé | 4      | 4 h 31 min 50 s | + 29 min 50 s |
| 11   | Marianne Hoepfner     | 'Biche'            | Peugeot 504          | 4      | 4 h 32 min 28 s | + 30 min 28 s |
| 12   | Guy Chasseuil         | Patrice Chonez     | Ford Escort RS2000   | 1      | 4 h 35 min 35 s | + 33 min 35 s |
| 13   | Jean-Claude Briavoine | Robert Schneck     | Renault 12 Gordini   | 4      | 4 h 37 min 01 s | + 35 min 01 s |
| 14   | Jean Deschazeaux      | Jean Plassard      | Citroën CX 2200      | 2      | 4 h 40 min 17 s | + 38 min 17 s |
| 15   | Jacky Privé           | 'Tilber'           | Renault 17 Gordini   | 4      | 4 h 44 min 39 s | + 42 min 39 s |

#### Fès - Marrakech
Les trois heures de pause permettent à Mäkinen de faire remplacer la boîte de vitesses de son Escort sans encourir de pénalité. Les équipages quittent Fès en direction de Missour, où a lieu une spéciale favorable aux Peugeot, sur une piste extrêmement cahoteuse comportant de nombreux radiers. Mikkola s'y impose devant son coéquipier Nicolas, alors que l'équipe Fiat a connu quelques soucis : en plus de l'abandon de Verini (demi-arbre cassé), Bacchelli a perdu environ douze minutes après avoir cassé une jante et Alén en a perdu quatorze à cause de graves problèmes d'amortisseurs. Bacchelli a également écopé d'une minute de pénalité sur le parcours de liaison, il conserve néanmoins la tête de l'épreuve, mais compte à peine une minute et demie d'avance sur Nicolas, qui s'est emparé de la seconde place. Alén a rétrogradé à la troisième place, il compte désormais près de trois minutes de retard sur son coéquipier. Quatrième, Mäkinen accuse un retard de six minutes, tandis que Mikkola est remonté à la cinquième place, devant Lampinen également auteur d'une belle progression au classement. Ils précèdent Munari, qui a cassé son volant en cours d'épreuve : le pilote Lancia a dû effectuer les trente derniers kilomètres avec le moignon et a perdu près d'une demi-heure dans ce secteur.
Avant de rallier Marrakech, les équipages doivent encore affronter les 145 kilomètres de la difficile spéciale de Rich. Bacchelli y réalise le meilleur temps reprenant près d'une minute à Nicolas second. Cette fin d'étape est fatale à Mäkinen (incendie) et à Mikkola (transmission). Bacchelli termine la journée avec une avance de près de deux minutes et demie sur Nicolas et près de quatre sur Alén. Quatrième, Lampinen accuse un retard de plus de trente minutes, et sauf incident ne peut espérer revenir sur le trio de tête. Longtemps leader du groupe 2, Touroul a dû céder la place à Deschazeaux, revenu à la sixième place au classement général sur les talons de Munari. Cinquante concurrents sont encore en course.
| Pos. | Pilote                | Copilote           | Voiture            | Groupe | Temps           | Écart             |
| ---- | --------------------- | ------------------ | ------------------ | ------ | --------------- | ----------------- |
| 1    | Fulvio Bacchelli      | Francesco Rossetti | Fiat 131 Abarth    | 4      | 7 h 36 min 51 s |                   |
| 2    | Jean-Pierre Nicolas   | Michel Gamet       | Peugeot 504        | 4      | 7 h 39 min 12 s | + 2 min 21 s      |
| 3    | Markku Alén           | Ilkka Kivimäki     | Fiat 131 Abarth    | 4      | 7 h 40 min 36 s | + 3 min 45 s      |
| 4    | Simo Lampinen         | Atso Aho           | Peugeot 504        | 4      | 8 h 07 min 55 s | + 31 min 04 s     |
| 5    | Sandro Munari         | Silvio Maiga       | Lancia Stratos HF  | 4      | 8 h 15 min 24 s | + 38 min 33 s     |
| 6    | Jean Deschazeaux      | Jean Plassard      | Citroën CX 2200    | 2      | 8 h 22 min 22 s | + 45 min 31 s     |
| 7    | Raymond Touroul       | Robert Boubet      | Peugeot 504        | 2      | 8 h 23 min 37 s | + 46 min 44 s     |
| 8    | Jean-Claude Lefebvre  | Gérard Flocon      | Peugeot 504        | 4      | 8 h 26 min 06 s | + 49 min 15 s     |
| 9    | Jean-Claude Briavoine | Robert Schneck     | Renault 12 Gordini | 4      | 8 h 33 min 49 s | + 56 min 58 s     |
| 10   | Jean Guichet          | Jacques Jaubert    | Peugeot 504        | 2      | 8 h 36 min 06 s | + 59 min 15 s     |
| 11   | Jacky Privé           | 'Tilber'           | Renault 17 Gordini | 4      | 8 h 39 min 09 s | + 1 h 02 min 18 s |
| 12   | Guy Chasseuil         | Patrice Chonez     | Ford Escort RS2000 | 1      | 8 h 41 min 27 s | + 1 h 04 min 36 s |
| 13   | Christine Dacremont   | Yveline Vanoni     | Peugeot 504        | 4      | 8 h 56 min 01 s | + 1 h 19 min 10 s |
| 14   | Marianne Hoepfner     | 'Biche'            | Peugeot 504        | 4      | 8 h 57 min 00 s | + 1 h 20 min 09 s |

### Troisième étape
Les concurrents repartent de Marrakech le jeudi. La première spéciale, se déroulant en grande partie sur goudron, est favorable aux voitures italiennes, nettement plus rapides que les lourdes berlines 504. Malgré ce handicap, Nicolas attaque à fond et accomplit une belle performance, ne concédant que trois minutes à Alén, le plus rapide dans ce secteur devant Bacchelli et Munari ; le pilote finlandais reprend la seconde place au classement général, à un peu plus de trois minutes de son coéquipier Bacchelli. À ce stade, la course reste très ouverte entre les trois hommes de tête. Avant d'aborder la Transmarocaine, redoutable secteur chronométré de près de huit cents kilomètres, disputé de nuit, la marge de cinq minutes séparant Bacchelli de Nicolas, troisième, paraît insignifiante. De fait, au premier pointage intermédiaire, moins de deux cents kilomètres après le départ de la spéciale, la robuste 504 a déjà repris plus d'un quart d’heure aux deux Fiat ! Nicolas a attaqué à fond et les 131 Abarth n'ont pu conserver bien longtemps un rythme rapide sur ce parcours mettant à mal suspensions et transmissions. Bacchelli ne pourra d'ailleurs pas achever la spéciale dans les délais autorisés, demi-arbre rompu. Malgré une suspension très endommagée, Alén parviendra à aller au bout, concédant plus de trois heures et demie sur ce secteur et perdant toute chance de bien figurer à l'arrivée. Au terme de ce marathon, Nicolas s'est confortablement installé en tête du rallye, comptant près de vingt minutes d'avance sur son coéquipier Lampinen, qui a réalisé le meilleur temps à plus de 80 km/h de moyenne. Parti devant la CX Deschazeaux, Munari a eu la très désagréable surprise de se voir devancer au dernier contrôle par le pilote franco-marocain, qui a pris un raccourci d'une quarantaine de kilomètres ! Cet artifice vaut à Deschazeaux d'occuper la troisième place, une minute devant la Stratos du champion italien. Ce dernier réagit magnifiquement : dans la dernière spéciale, il réalise le meilleur temps, reprenant près de sept minutes à Deschazeaux et récupérant la troisième place. Nicolas et Lampinen ont quant à eux assuré le doublé Peugeot, ralliant Casablanca devant Munari. C'est la troisième victoire marocaine pour Nicolas, après ses succès de 1968 et 1974, et le second doublé consécutif pour la Peugeot 504. Quatrième, Deschazeaux s'impose facilement en groupe 2, Touroul, son principal adversaire dans cette catégorie, n'étant pas allé au bout de la Transmarocaine, train avant cassé. Septième à l'issue d'une belle remontée, Marianne Hoepfner remporte la Coupe des Dames sur une 504 du Team Aseptogyl, juste devant sa coéquipière Christine Dacremont.

### Classements intermédiaires
Classements intermédiaires des pilotes après chaque épreuve spéciale

### Classement général
| Pos | No | Pilote                | Copilote        | Voiture            | Temps            | Écart             | Groupe |
| --- | -- | --------------------- | --------------- | ------------------ | ---------------- | ----------------- | ------ |
| 1   | 6  | Jean-Pierre Nicolas   | Michel Gamet    | Peugeot 504        | 20 h 20 min 15 s |                   | 4      |
| 2   | 1  | Simo Lampinen         | Atso Aho        | Peugeot 504        | 20 h 42 min 52 s | + 22 min 37 s     | 4      |
| 3   | 3  | Sandro Munari         | Silvio Maiga    | Lancia Stratos HF  | 21 h 38 min 38 s | + 1 h 18 min 23 s | 4      |
| 4   | 18 | Jean Deschazeaux      | Jean Plassard   | Citroën CX 2200    | 21 h 44 min 45 s | + 1 h 24 min 30 s | 2      |
| 5   | 14 | Jean-Claude Lefebvre  | Gérard Flocon   | Peugeot 504        | 22 h 06 min 54 s | + 1 h 46 min 39 s | 4      |
| 6   | 16 | Jacky Privé           | 'Tilber'        | Renault 17 Gordini | 22 h 34 min 17 s | + 2 h 14 min 02 s | 4      |
| 7   | 17 | Marianne Hoepfner     | 'Biche'         | Peugeot 504        | 22 h 40 min 51 s | + 2 h 30 min 36 s | 4      |
| 8   | 10 | Christine Dacremont   | Yveline Vanoni  | Peugeot 504        | 22 h 52 min 07 s | + 2 h 31 min 52 s | 4      |
| 9   | 24 | Jean Guichet          | Jacques Jaubert | Peugeot 504        | 22 h 59 min 05 s | + 2 h 38 min 50 s | 2      |
| 10  | 12 | Jean-Claude Briavoine | Robert Schneck  | Renault 12 Gordini | 22 h 59 min 08 s | + 2 h 38 min 53 s | 4      |

### Hommes de tête
- ES1 :  Markku Alén -  Ilkka Kivimäki (Fiat 131 Abarth)
- ES2 :  Hannu Mikkola -  Jean Todt (Peugeot 504 V6 coupé)
- ES3 à ES7 :  Fulvio Bacchelli -  Francesco Rossetti (Fiat 131 Abarth)
- ES8 à ES9 :  Jean-Pierre Nicolas -  Michel Gamet (Peugeot 504)

### Vainqueurs d'épreuves spéciales
- Markku Alén -  Ilkka Kivimäki (Fiat 131 Abarth) : 3 spéciales (ES 1, 4, 7)
- Hannu Mikkola -  Jean Todt (Peugeot 504 V6 coupé) : 2 spéciales (ES 2, 5)
- Fulvio Bacchelli -  Francesco Rossetti (Fiat 131 Abarth) : 2 spéciales (ES 3, 6)
- Simo Lampinen -  Atso Aho (Peugeot 504) : 1 spéciale (ES 8)
- Sandro Munari -  Silvio Maiga (Lancia Stratos HF) : 1 spéciale (ES 9)

## Résultats des principaux engagés
| No | Pilote                | Copilote                | Voiture              | Groupe | Classement général                          | Class. groupe |
| -- | --------------------- | ----------------------- | -------------------- | ------ | ------------------------------------------- | ------------- |
| 1  | Simo Lampinen         | Atso Aho                | Peugeot 504          | 4      | 2e à 22 min 37 s                            | 2e            |
| 2  | Hannu Mikkola         | Jean Todt               | Peugeot 504 V6 coupé | 4      | ab. après 6e spéciale (pont)                | -             |
| 3  | Sandro Munari         | Silvio Maiga            | Lancia Stratos HF    | 4      | 3e à 1 h 18 min 23 s                        | 3e            |
| 4  | Timo Mäkinen          | Henry Liddon            | Ford Escort RS1800   | 4      | ab. dans 6e spéciale (incendie)             | -             |
| 5  | Maurizio Verini       | 'Ninni' Russo           | Fiat 131 Abarth      | 4      | ab. après 5e spéciale (demi-arbre)          | -             |
| 6  | Jean-Pierre Nicolas   | Michel Gamet            | Peugeot 504          | 4      | 1er                                         | 1er           |
| 7  | Roger Clark           | Jim Porter              | Ford Escort RS1800   | 4      | ab. dans 3e spéciale (joint de culasse)     | -             |
| 8  | Markku Alén           | Ilkka Kivimäki          | Fiat 131 Abarth      | 4      | 12e à 3 h 39 min 28 s                       | 9e            |
| 9  | Fulvio Bacchelli      | Francesco Rossetti      | Fiat 131 Abarth      | 4      | Hors course après 8e spéciale (hors délai)  | -             |
| 10 | Christine Dacremont   | Yveline Vanoni          | Peugeot 504          | 4      | 8e à 2 h 31 min 52 s                        | 7e            |
| 12 | Jean-Claude Briavoine | Robert Schneck          | Renault 12 Gordini   | 4      | 10e à 2 h 38 min 53 s                       | 8e            |
| 14 | Jean-Claude Lefebvre  | Gérard Flocon           | Peugeot 504          | 4      | 5e à 1 h 46 min 39 s                        | 4e            |
| 16 | Jacky Privé           | 'Tilber'                | Renault 17 Gordini   | 4      | 6e à 2 h 14 min 02 s                        | 5e            |
| 17 | Marianne Hoepfner     | 'Biche'                 | Peugeot 504          | 4      | 7e à 2 h 30 min 36 s                        | 6e            |
| 18 | Jean Deschazeaux      | Jean Plassard           | Citroën CX 2200      | 2      | 4e à 1 h 24 min 30 s                        | 1er           |
| 19 | Raymond Touroul       | Robert Boubet           | Peugeot 504          | 2      | ab. dans 8e spéciale (longeron train avant) | -             |
| 23 | Claude Laurent        | Jacques Marché          | Citroën GS           | 2      | 17e à 7 h 10 min 50 s                       | 7e            |
| 24 | Jean Guichet          | Jacques Jaubert         | Peugeot 504          | 2      | 9e à 2 h 38 min 50 s                        | 2e            |
| 25 | Guy Chasseuil         | Patrice Chonez          | Ford Escort RS2000   | 1      | 14e à 6 h 12 min 05 s                       | 1er           |
| 26 | Anny-Charlotte Verney | Marie-Madeleine Fouquet | Ford Escort RS2000   | 1      | ab. dans 3e spéciale (électricité)          | -             |
| 30 | Raymond Ponnelle      | Pierre de Serpos        | Citroën DS 23        | 1      | Hors course après 8e spéciale (hors délai)  | -             |
| 62 | Tony Fall             | Paul Hadley             | Opel Kadett GT/E     | 2      | ab. dans 2e étape (boîte de vitesses)       | -             |

## Classement du championnat à l'issue de la course
- attribution des points : 20, 15, 12, 10, 8, 6, 4, 3, 2, 1 respectivement aux dix premières marques de chaque épreuve (sans cumul, seule la voiture la mieux classée de chaque constructeur marque des points)
- seuls les sept meilleurs résultats (sur dix épreuves) sont retenus pour le décompte final des points.

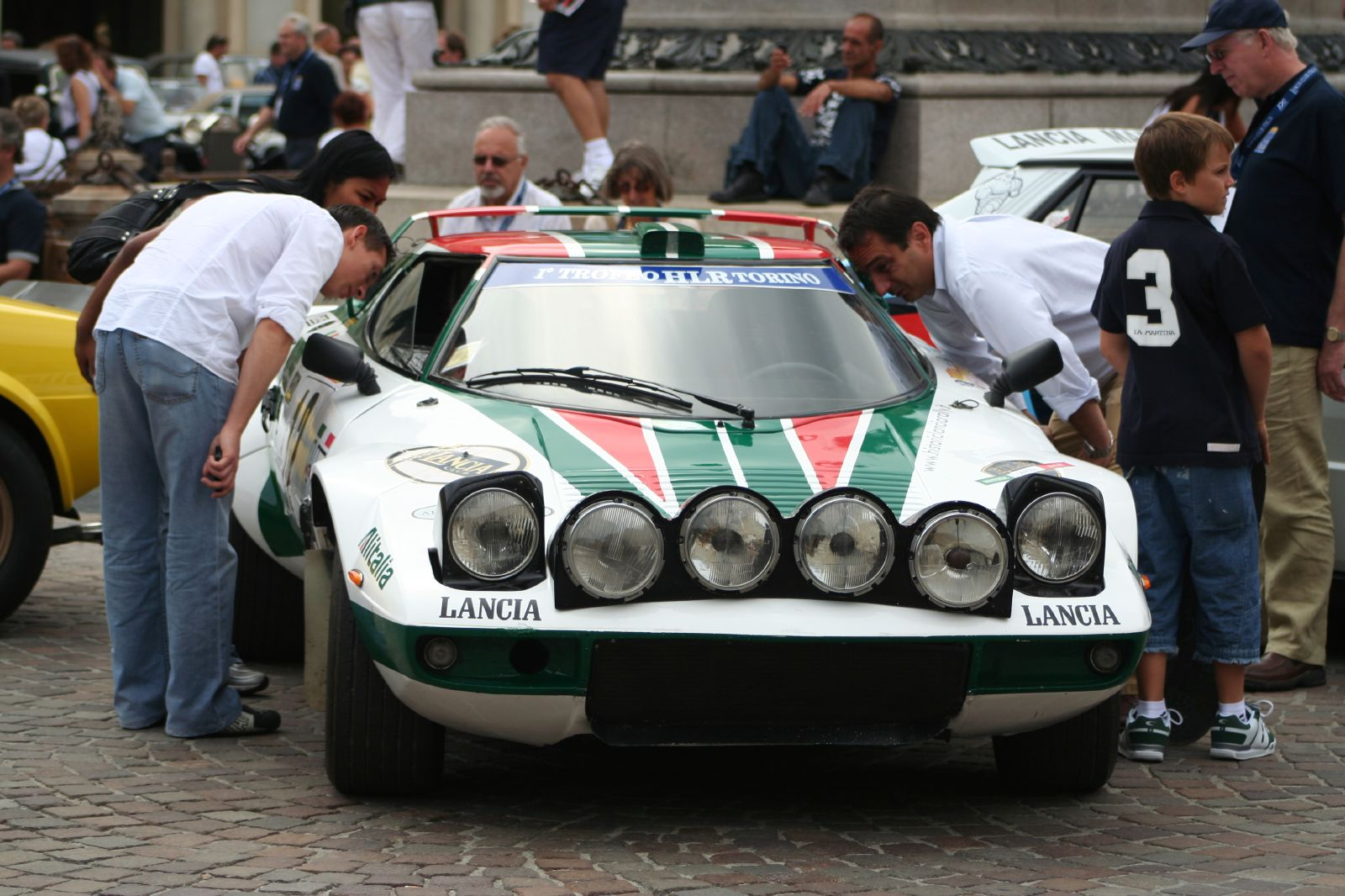
La troisième place de Munari au Maroc conforte la position de Lancia en tête du championnat.

| Pos. | Marque         | Points | M-C | SUE | POR | SAF | ACR | MAR | FIN | SAN | COR | RAC |
| ---- | -------------- | ------ | --- | --- | --- | --- | --- | --- | --- | --- | --- | --- |
| 1    | Lancia         | 62     | 20  | 10  | 20  | -   | -   | 12  |     |     |     |     |
| 2    | Opel           | 42     | 10  | 12  | 12  | -   | 8   | -   |     |     |     |     |
| 3    | Peugeot        | 30     | -   | -   | -   | 10  | -   | 20  |     |     |     |     |
| 3=   | Datsun         | 30     | -   | -   | 6   | 4   | 20  | -   |     |     |     |     |
| 5    | Saab           | 20     | -   | 20  | -   | -   | -   | -   |     |     |     |     |
| 5=   | Mitsubishi     | 20     | -   | -   | -   | 20  | -   | -   |     |     |     |     |
| 7    | Toyota         | 15     | -   | -   | 15  | -   | -   | -   |     |     |     |     |
| 7=   | Alpine-Renault | 15     | -   | -   | -   | -   | 15  | -   |     |     |     |     |
| 9    | Alfa Romeo     | 12     | 1   | -   | -   | 1   | 10  | -   |     |     |     |     |
| 9=   | Ford           | 12     | 8   | -   | 4   | -   | -   | -   |     |     |     |     |
| 11   | Citroën        | 10     | -   | -   | -   | -   | -   | 10  |     |     |     |     |
| 12   | Fiat           | 6      | 6   | -   | -   | -   | -   | -   |     |     |     |     |
| 12=  | Lada           | 6      | -   | -   | -   | -   | 6   | -   |     |     |     |     |
| 12=  | Renault        | 6      | -   | -   | -   | -   | -   | 6   |     |     |     |     |
| 15   | Porsche        | 4      | 4   | -   | -   | -   | -   | -   |     |     |     |     |
| 15=  | Volvo          | 4      | -   | 4   | -   | -   | -   | -   |     |     |     |     |
| 15=  | BMW            | 4      | -   | -   | -   | -   | 4   | -   |     |     |     |     |
| 18   | Mazda          | 3      | -   | -   | 3   | -   | -   | -   |     |     |     |     |
| 18=  | Volkswagen     | 3      | -   | -   | -   | -   | 3   | -   |     |     |     |     |
| 20   | Wartburg       | 1      | -   | -   | -   | -   | 1   | -   |     |     |     |     |